# Zapatera
Zapatera je štitasti vulkan koji se nalazi u južnom dijelu Nikaragve. On sačinjava otok Isla Zapatera u jezeru Nicaragua. Isla Zapatera predstavlja jedno od 78 zaštićenih područja u Nikaragvi. Jedno je od glavnih turističkih svratišta u Nikaragvi.
Od 1850. godine, Zapateru je John Baily opisao kao "nenastanjenu".